# Tännreisig
Koordinaten: 50° 46′ 14″ N, 11° 3′ 10″ O

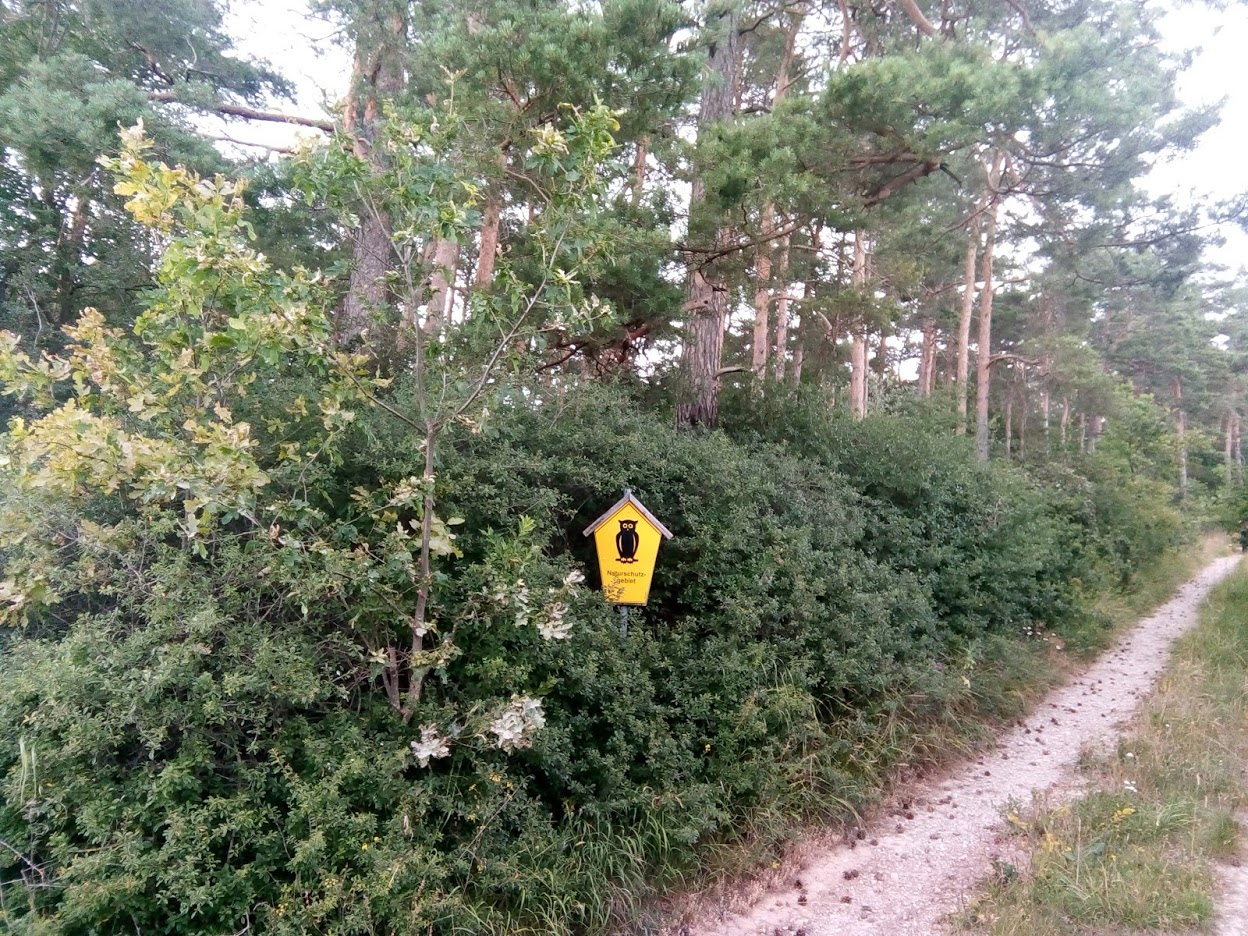
Naturschutzgebiet Tännreisig (Juli 2020)

Das Naturschutzgebiet Tännreisig liegt im Ilm-Kreis in Thüringen. Das Gebiet erstreckt sich westlich der Kernstadt von Stadtilm mit Oberilm. Nördlich des Gebietes verläuft die Kreisstraße K 2, östlich die Landesstraße L 3087 und südlich die B 90. Südöstlich fließt die Ilm, ein linker Nebenfluss der Saale.

## Bedeutung
Das 34,9 ha große Gebiet mit der Kennung 78 wurde im Jahr 1997 unter Naturschutz gestellt. 